# Werkkamp 't Wijde Veld

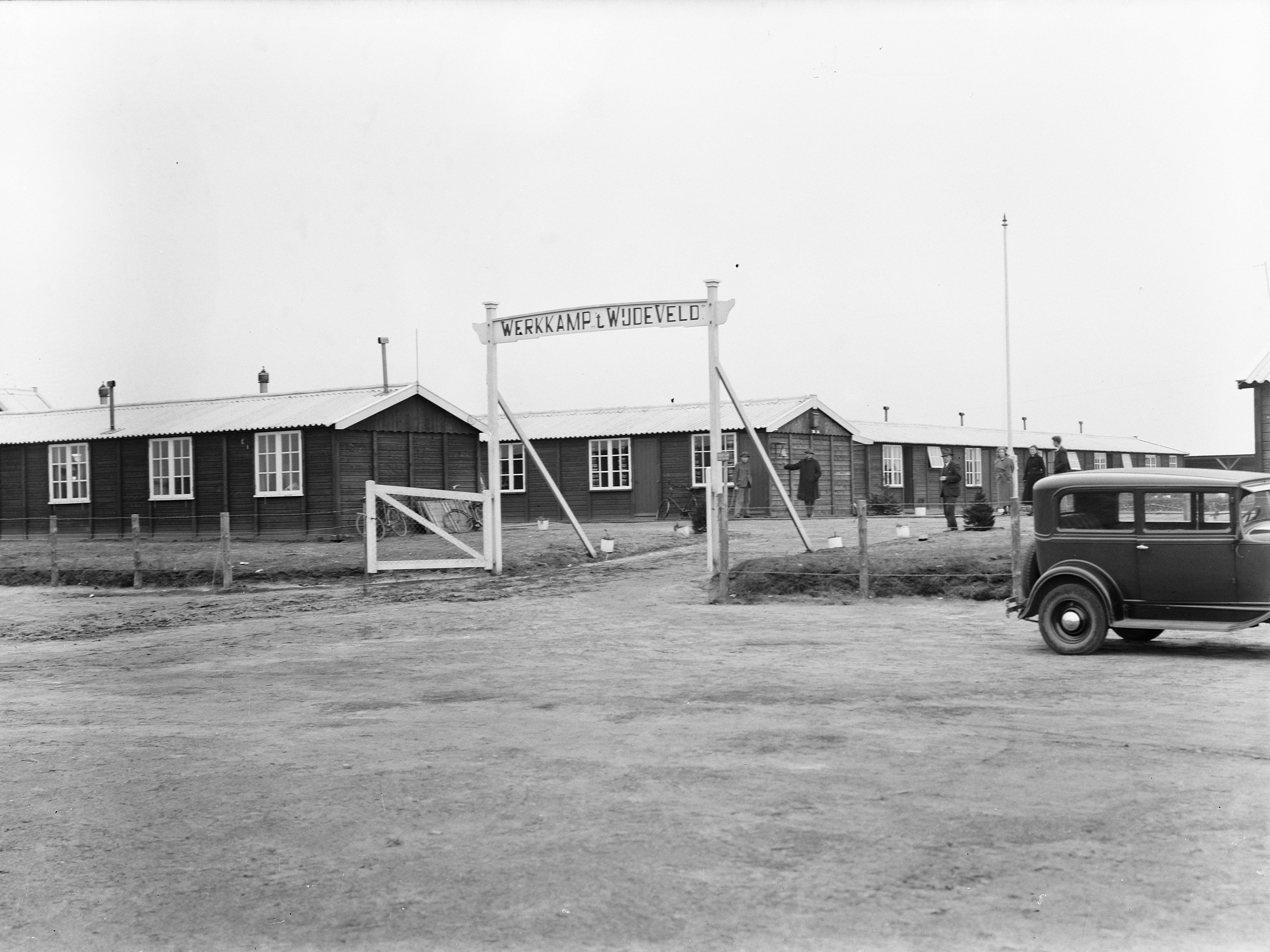
Werkkamp 't Wijde Veld

Werkkamp 't Wijde Veld werd in 1935 gesticht als leer- en werkkamp voor jonge werklozen tijdens de crisisjaren in de Nederlandse gemeente Ede, aan de rand van de Ginkelse Heide.

## Voorgeschiedenis

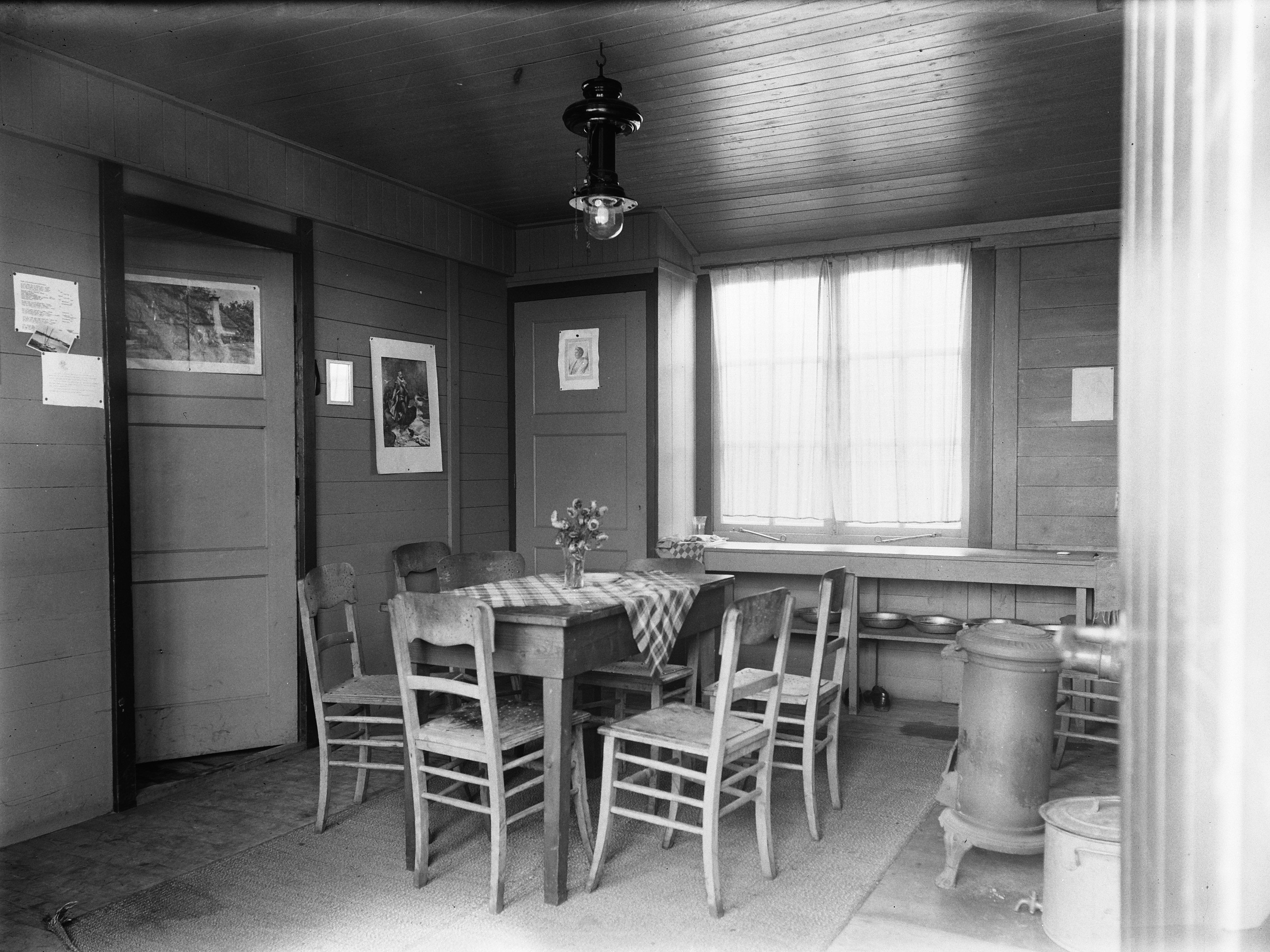
Deel van het interieur

Landgoed De Ginkel lag ten oosten van Ede en bestond uit bos, woeste gronden en een uitgestrekt heideveld. De Nederlandsche Heidemaatschappij verkreeg in 1905 het landgoedbeheer en ontgon de woeste gronden voor de aanplant van dennenbos. Delen van het landgoedbos zijn in 1930 verkocht aan de gemeente Ede. De Nederlandsche Heidemaatschappij voerde het bosbeheer uit tot de overname door het gemeentelijke bosbedrijf in 1950.
Vanaf 1932 werden in Nederland op initiatief van kerken en maatschappelijke verenigingen werkkampen georganiseerd voor jonge werklozen. Die duurden één of twee weken. Een gebruikelijke dagindeling was: ’s morgens werken, ’s middags sport, spel of excursies, ’s avonds geestelijke ontwikkeling. Een kamp was gratis voor de jongens.
Vanaf 1935 wilde de regering het particulier initiatief wel steunen, maar dan moest er een grotere nadruk op werken komen te liggen. De kampen moesten voortaan twee maanden duren, het werk – 40 uur per week – moest nuttig zijn en onder vakkundige leiding worden uitgevoerd.

## Het werkkamp
't Wijde Veld werd opgericht door de Centrale voor Werklozenzorg, een initiatief van de Raad van Nederlandse kerken voor praktisch Christendom. Het lag aan de oostelijke rand van de Ginkelse Hei en werd op 13 maart 1935 officieel geopend. Het kamp telde zes barakken, waarvan er twee bestemd waren voor wonen en slapen. De overige deden dienst als eetzaal, keuken, ontspanningsruimte, kantoor en woning voor de kampleiding. Kampcommandant was de heer Douwe Tamminga, ondercommandant de heer Visser. Aan het kamp was G.M. van Dijk als onderwijzer toegevoegd.

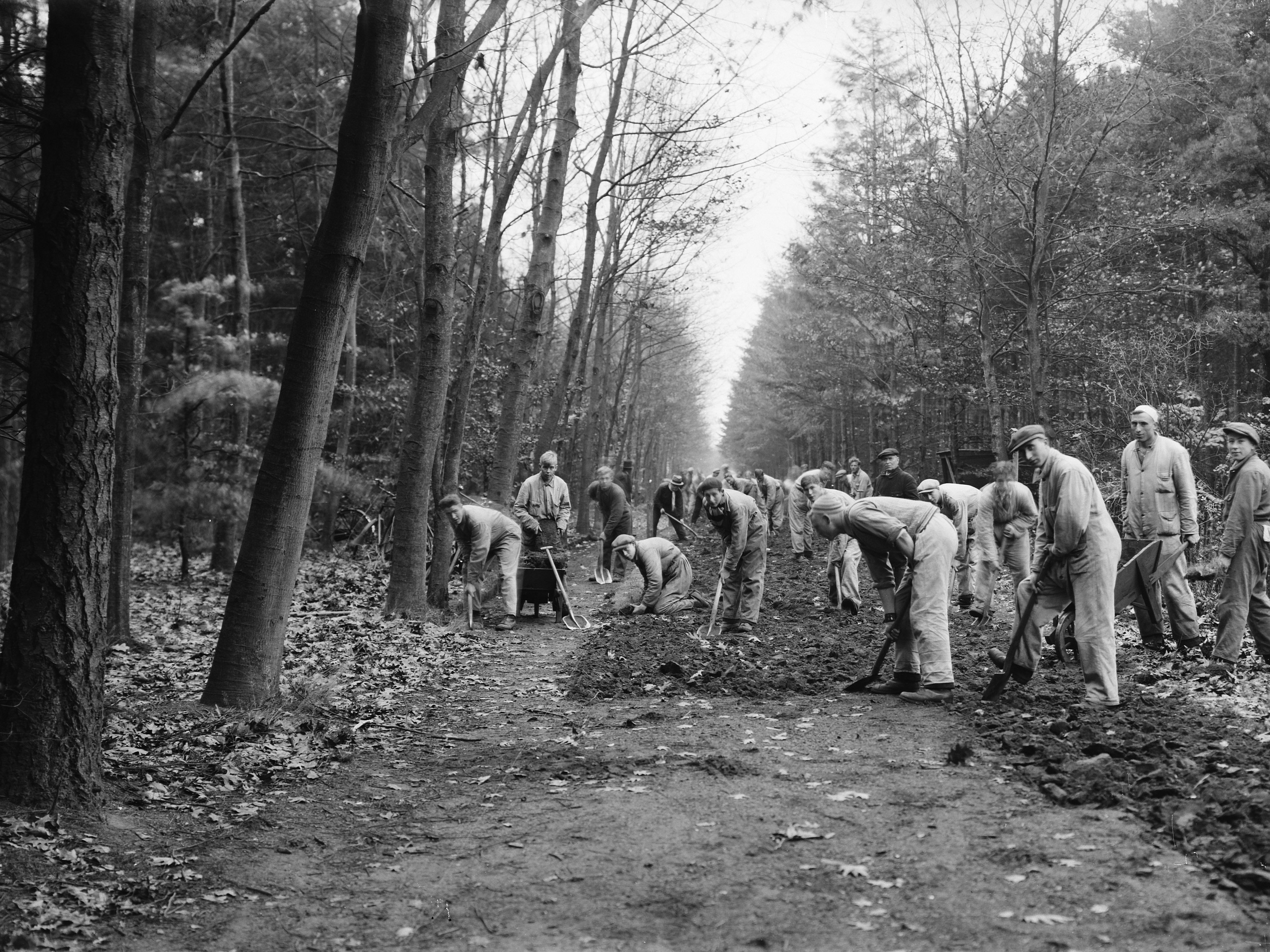
Aanleg wegen in het bos

Het kamp was het hele jaar open en men streefde naar groepen van honderd jongens van 16 tot 24 jaar gedurende acht à negen weken. Zij kozen uit hun midden tentchefs als leiders van de woongroepen.
Het benodigde geld kwam voor een kwart uit de Protestants-Christelijke gemeenschap en voor driekwart van de overheid, waarbij de opbrengst uit de gemeenschap maatgevend was voor het totaalbedrag.

## Werkzaamheden
Opzichters van de Heidemaatschappij hielden toezicht op het werk, dat volgens een vast patroon verliep. Het begon met een oefening in spit- en schepwerk omdat de meesten daar geen ervaring mee hadden. Daarna kwam het aanleggen van brandsingels in bos en hei. Na drie weken volgde het werk aan zandwegen en fietspaden en het boswerk: voorbewerken van de grond en daarna zaaien of aanplanten. Het landgoed was eigendom van de Erven mr. F.M. baron van Lynden en zij droegen de kosten van o.a. kunstmest, zaaigoed en het toezichthoudend personeel. De jongens kregen zakgeld per week, aanvankelijk f. 1,25, later f. 1,75.

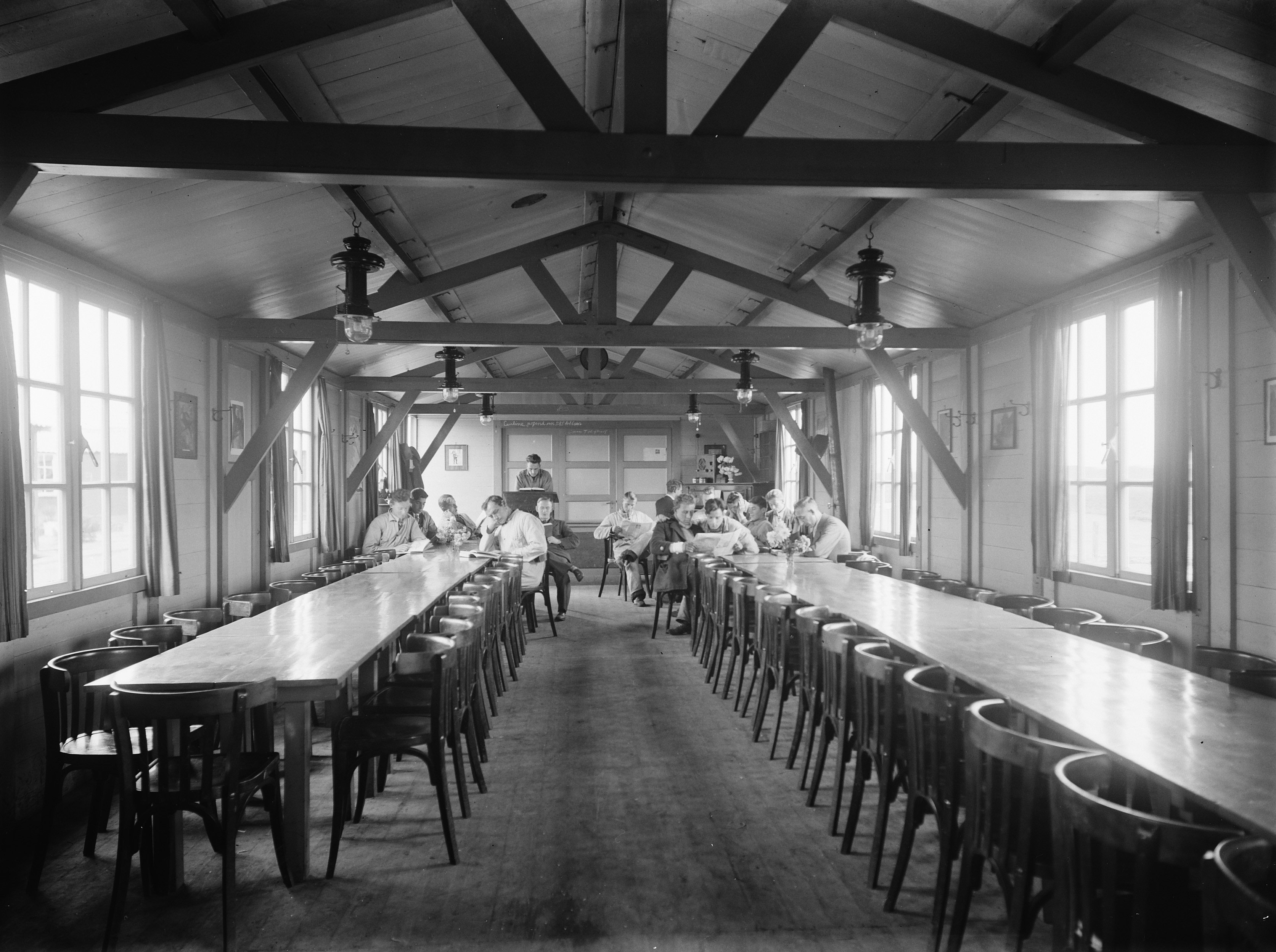
De grote zaal

## Ontwikkeling en ontspanning
Met een veertigurige werkweek bleef alleen de avond over voor ontwikkeling en ontspanning. Er werden lezingen gehouden over verschillende onderwerpen, bijvoorbeeld de Zuiderzeewerken, het vliegwezen, omgang tussen jonge mannen en vrouwen, onze koloniën etc. En uiteraard werd er ruim tijd besteed aan de geestelijke verzorging van de jongens.

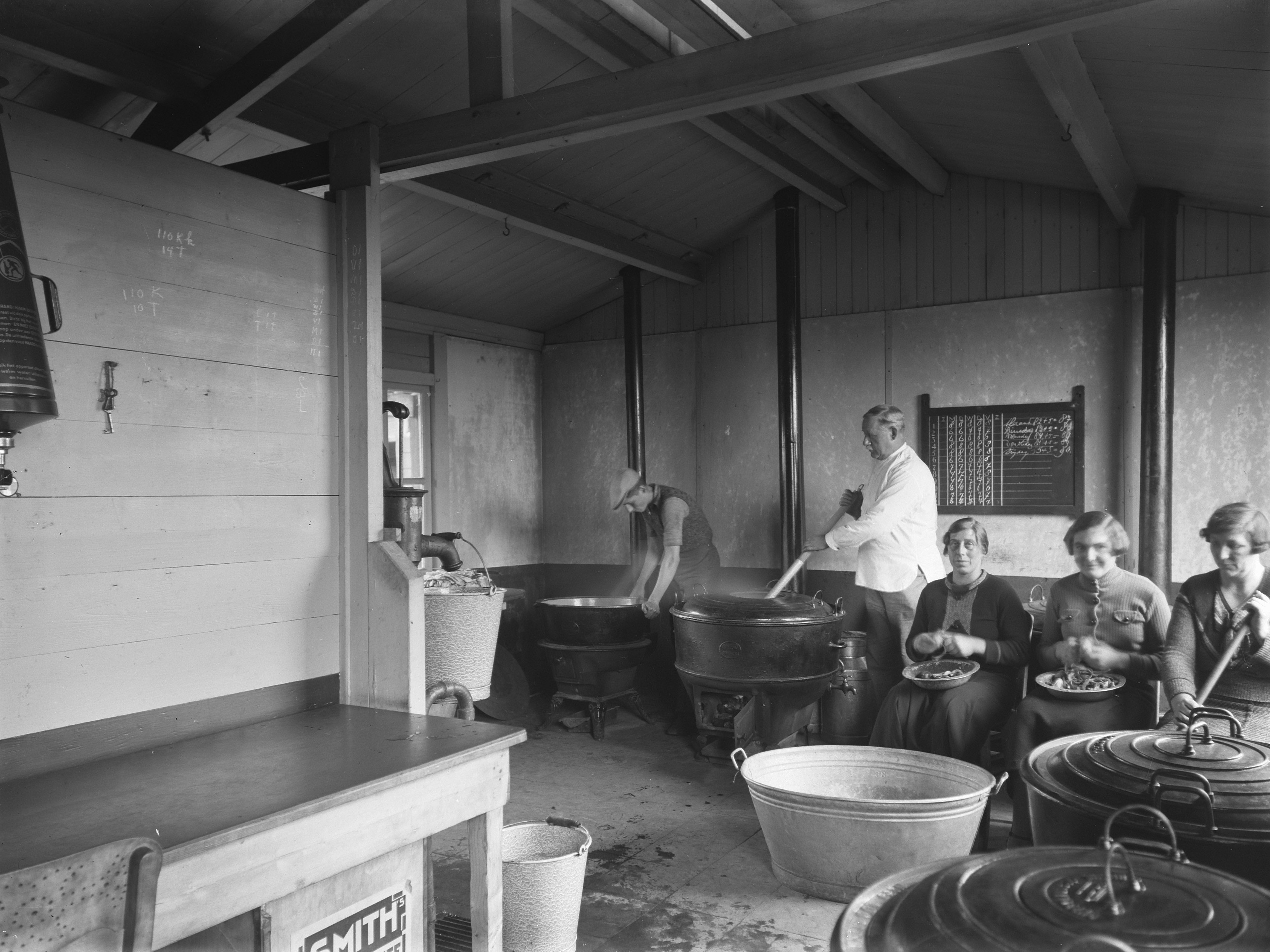
De keuken

Er was een divers aanbod aan cursussen zoals Nederlandse taal, Engels, Esperanto, rekenen, handelscorrespondentie, radiotechniek, motorkennis en bijbelkennis.
Ontspanning vonden de jongens in sporten, buiten voetballen, binnen schaken en dammen. Ook hielden ze voordrachten, voerden ze toneelstukjes op en zongen ze kampliederen. Verder kwamen er geregeld koren en muziekkorpsen naar het kamp en werden er filmavonden georganiseerd.
In 1938 werd het driejarig bestaan van het kamp feestelijk herdacht. De jongens konden overdag meedoen met volksspelen als kuipsteken, boegsprietlopen, ringrijden e.d. Op de feestavond waren verschillende oud-Wijde Velders afgekomen, die goede herinneringen hadden aan hun eerdere verblijf.

## De voortzetting en het einde
In september 1939 kwam er een einde aan het werkkamp voor werkloze jongens. Oorzaak was de mobilisatie. Kampcommandant Tamminga vertrok naar Gaasterland waar hij commandant werd van werkkamp Elfbergen. Sinds 1938 lag daar het accent op het verzorgen van vakopleidingen.
In juni 1941 werd 't Wijde Veld in gebruik genomen door de Rijksdienst voor de Werkverruiming. Stadsarbeiders die al heel lang niet hadden gewerkt werden aan het werk gezet in de bossen van De Ginkel. Op grond daarvan werden ze beoordeeld: alsnog naar de werkverschaffing of volledig ongeschikt.
In februari 1944 werd een groep van 18 gezinnen uit Stavenisse (eiland Tholen) in het leegstaande kamp ondergebracht. Zij werden geëvacueerd omdat de Duitsers het eiland onder water gingen zetten als onderdeel van de verdediging tegen een aanval van de geallieerden. De mannen van deze kleine Zeeuwse gemeenschap werkten voor de Heidemaatschappij. Voor de kinderen werd er een schooltje ingericht.
Toen op 17 september 1944 geallieerde parachutisten op de Ginkelse heide landden, werd het barakkenkamp door hen bezet. Er volgde een hevige strijd met de Duitsers. Het kamp werd zwaar beschadigd en een deel brandde af. Het betekende het einde van het werkkamp. De contouren van 't Wijde Veld zijn nog steeds zichtbaar.